# Марі-Клер Бле
Марі-Клер Бле (фр. Marie-Clair Blais; 5 жовтня 1939, Квебек, Канада — 30 листопада 2021, Кі-Вест, Флорида, США) — франко-канадська письменниця (романістка, драматург і поетеса). Твори Бле, серед яких романи «Мій прекрасний звір» (1959), «Один сезон з життя Емманюеля» (1965), «Щоденник Поліни Аршанж» (1968), цикл «Жага» (1995—2018), перекладені багатьма мовами світу, неодноразово екранізувалися для великого екрана та телебачення, вшановані схвальними відгуками від критиків. Чотириразова лавреатка Премії генерал-губернатора, лавреатка премії Медічі (Франція), членка Королівського товариства Канади (1986) та Королівської академії французької мови та літератури (Бельгія, 1992), компаньйон ордену Канади та кавалер інших канадських і закордонних орденів.

## Біографія
Марі-Клер Бле, старша з п'яти дітей у сім'ї, народилася 1939 року в Лімуалу — робочому кварталі міста Квебек. Відвідувала католицьку школу. Коли Марі-Клер було 15 років, важке фінансове становище сім'ї змусило її покинути навчання та піти працювати. Вона працювала на заводах і фабриках, винаймаючи власну квартиру, і весь вільний час присвячувала творчості. У певний момент Бле вступила на вечірній курс письменницької майстерності в Університеті Лаваля, де на неї незабаром звернули увагу професорка літератури Жанна Лапуант та тодішній віцепрезидент Ради Канади з мистецтва Жорж-Марі Левек. Левек запропонував Бле, яка в цей час закінчувала роботу над своїм першим романом, допомогу в його публікації. З його допомогою вона також здобула літературну стипендію, що дозволила їй протягом року жити і працювати в Парижі.
Перший роман Бле, «Прекрасний звір» (фр. La belle bête), вийшов друком 1959 року, коли їй було 20 років. Книга розповідала про стосунки потворної молодої жінки та її фізично прекрасного, але розумово відсталого молодшого брата. Твір вирізняли нехарактерні для франко-канадської літератури того часу концентрація насильства та груба мова. Переповнений емоціями роман справив фурор серед читачів і викликав схвальні відгуки одних критиків і різке неприйняття інших, які вважають його аморальним і разючим, особливо з огляду на юний вік його творця. 1960 року «Прекрасний звір» також видали у Франції і невдовзі переклали англійською, іспанською та італійською мовами. Американський літературознавець Едмунд Вілсон був настільки вражений твором, що назвав його автора у своїй книзі 1965 року «можливо, генієм». За допомогою Вілсона Бле отримала дві літературні стипендії від Фонду Гуггенхайма.
Надалі (особливо у 1960—1970-ті роки) романи Бле продовжували з'являтися з високою частотою. Її другий роман, «Біла голова» (фр. Tête blanche), вийшов уже 1960 року. 1965 року вийшов друком її твір, що отримав найвищі оцінки критиків, — роман «Один сезон з життя Емманюеля», переведений більш ніж на десяток мов світу, вшанований низкою літературних премій у Канаді та за кордоном і розглядається в більш ніж 2000 літературознавчих публікаціях. Увагою критиків та літературними нагородами були відзначені книги «Щоденник Поліни Аршанж» (фр. Manuscrits de Pauline Archange, 1968), «Глухий у місті» (фр. Le sourd dans la ville, 1979) і «Видіння Анни» (фр. Visions d’Anna, 1982). «Щоденник Поліни Аршанж» став першою книгою автобіографічної трилогії, продовженою книгами «Жити! Жити!» (фр. Vivre! Vivre!, 1969) та «Маски» (фр. Les Apparences, 1970).
З початку 1960-х років жила в Кембриджі (Массачусетс), де познайомилася з художницею-американкою Мері Мейгс. Бле, яка не приховувала своїх гомосексуальних переваг, потім переїхала з Мейгс і її партнеркою, письменницею Барбарою Демінг, в будинок неподалік Кейп-Кода, де вони жили разом з 1963 року. Творчість Бле стала джерелом натхнення для низки робіт Мейгс, а та своєю чергою ілюструвала деякі її книги, зокрема подарункове видання «Одного сезону». 1972 року Бле і Мейгс переїхали до Бретані (Франція), але після кількох років, проведених у Європі, повернулися до Північної Америки, де оселилися в Монреалі. Це місто та Східні кантони Квебеку служили джерелом натхнення для письменниці і стали тлом сюжету у багатьох її творах.
Пізніше Бле як і в Монреалі довго жила на Флорида-Кіс. Ці місця, що стали її другим домом наприкінці 1980-х років, вона описує у двох книгах документального жанру — «Американські пасажі» (фр. Passages Américains, 2012) та «У серці загрози» (фр. À l’Intérieur de la Menace). Вони також є місцем розвитку подій у творах циклу «Жага» (фр. Soifs), розпочатого 1995 році однойменним романом і завершеного 2018 року книгою «Зустріч біля моря» (фр. Une réunion près de la mer). Загалом у цикл увійшли десять творів, створених протягом більш як двох десятиліть, та їхні герої зустрічаються у його останньому романі.
Бле вела досить непублічний триб, але охоче давала інтерв'ю та допомагала колегам-письменникам. Була членом журі численних літературних премій та конкурсів; серед іншого, з 2005 року присуджувалась Франко-квебецька премія Марі-Клер Бле за найкращий дебютний роман. Часто брала участь у дискусіях, присвячених положенню сексуальних меншин. Партнерка Бле, Мері Мейгс, померла 2002 року. Сама письменниця померла у листопаді 2021 року у Кі-Весті (Флорида). Її останній роман, «Серце, населене тисячею голосів» (фр. Un cœur habité de mille voix), вийшов друком за місяць до її смерті.

## Літературна творчість
Літературна спадщина Марі-Клер Бле складається з майже 30 романів, 10 з яких входять до циклу «Жага». Крім прозових творів, написала близько десятка п'єс і видала дві збірки віршів — «Pays voilés» (1963) та «Existences» (1964), перекладені англійською мовою.
Починаючи з перших творів, героями Бле стають прості, неосвічені люди, представники робітництва, в тяжкому житті яких панують найпростіші насущні потреби. Письменниця неодноразово підкреслювала, що «будь-яка людська істота має право голосу», і серед її персонажів безліч відкинутих суспільством, пригноблених людей. Серед основних тем творчості Бле — людська потворність, жорстокість, розпач, віддані надії.
Вже перший роман Бле, в якому потворна головна героїня позбавлена материнської уваги, повністю відданого її ідіоту-братові, «прекрасному звіру», закінчується трагічно, підкреслюючи, що будь-яка краса — це обман, а єдина правда життя полягає в стражданні. Дія найбільш відомого роману письменниці «Один сезон з життя Емманюеля», розгортається у квебекській сільській глушині. Його герой — наймолодша дитина в сім'ї, яка страждає від бідності і хвороб, але не готова змиритися з цим і впасти у відчай. У «Щоденнику Поліни Аршанж» розгорнута картина важкого дитинства, повного жорстокості і насильства, де численні герої по черзі стають то жертвами, то мучителями. Книга приділяє особливу увагу ролі католицької церкви в житті простих квебекців: побожність, яка глибоко в'їлася, перетворюється у матері головної героїні в лицемірство, яке відштовхує від неї дочку. У «Глухому в місті» трагічний сюжет розгортається у формі внутрішнього монологу героя-оповідача. У романах циклу «Жага» герої страждають від наркотичної залежності і сексуального насильства і стикаються з загрозою загибелі в ядерній війні; наскрізний герой циклу, письменник, на ім'я Деніел, протягом перших семи романів працює над книгою, яку закінчує лише до восьмого.
Критики порівнювали творчість Бле з літературною спадщиною Вірджинії Вулф, Фолкнера та Достоєвського. У її пізніх роботах простежували значний вплив модернізму та, зокрема, творчості Вулф, Фолкнера та Пруста. Ще на початку 1960-х років Едмунд Вілсон писав, що як письменниця вона відрізняється від усіх інших і, можливо, геніальна. При наданні Бле ступеня почесного доктора Оттавського університету зазначалося, що, попри велику кількість насильства у творах письменниці, воно не є ні безпричинним, ні безмежним, ні ексгібіціоністським, а гіркоту і натуралізм, з яким вона показує дитячі страждання або втрату ілюзій героями, спокутуються величезною ніжністю і делікатністю.
Водночас багато критиків зазначали, що проза Бле є важкою для читання. Це пов'язано з особливостями її літературної мови, в якій рідко зустрічаються розділові знаки і важко визначати час дії, а також з тим, що її твори сповнені гніву і насильства. Так, письменниця Маріанна Акерман у журналі «The Walrus» писала: «Чи можливо, що Марі-Клер Бле, як стверджують великі уми, геніальна і водночас нечитана?». Прозовий текст Бле не дробиться на абзаци, окремі фрази розтягуються на цілі сторінки. Характерним прикладом може бути перша пропозиція роману «Видіння Анни», що займає дві сторінки друкованого тексту і жертвує конкретизацією простору і часу заради кращого розкриття емоційного світу героїні-підлітка. Крім того, велика кількість просторових оборотів і мовних експериментів у мові творів Бле робить їх важкими для перекладу.

### Екранізації та театральні постановки
Твори Бле неодноразово екранізувалися. Серед фільмів, знятих за її книгами, стрічка «Один сезон з життя Емманюеля» (1972, Франція, режисер Клод Вейс), що отримала приз Двотижневика молодих режисерів на Каннському кінофестивалі; «Глухий у місті» (1987, Канада, режисер Мірей Данзеро) — нагорода Міжнародної Католицької організації в галузі кіно (OCIC) на Венеційському кінофестивалі; «Прекрасне чудовисько» — (2006, Канада, режисер Карім Хуссейн); й «Океан» (1971, телевізійна адаптація, режисер Жан Фоше). «Прекрасний звір» також адаптований для балетної сцени. Прем'єра у виконанні Національного балету Канади відбулася 1977 року, балет вдруге повернувся в репертуар цієї ж трупи 10 років потому.
Бле виступила як сценарист у телевізійній постановці «Щоденник у холодних картинках» (1978, режисер Джеймс Дормаєр) та у повнометражному документальному фільмі Анн-Клер Пуар'є «Ти кричав „LET ME GO“» (1996).

## Нагороди
Творчість Марі-Клер Бле відзначено чотирма преміями генерал-губернатора — найвищими нагородами в галузі мистецтва в Канаді. Ставала лавреаткою премії у 1968 (за «Щоденник Поліни Аршанж»), 1979 («Глухий у місті»), 1996 («Жага») та 2008 («Народження Ребеки у добу мук») роках. 2000 року Письменницький фонд Канади нагородив її літературною премією імені Вільяма Ормонда Мітчелла, а 2006 року вона стала першою авторкою, що пише французькою мовою, нагородженою премією Метта Коена, яка присуджується цією ж організацією за досягнення в літературній кар'єрі. 2016 року стала лавреаткою премії Молсона від Ради Канади з мистецтва. Була лавреаткою низки квебекських премій у галузі літератури та мистецтва. 1986 року стала членкою Королівського товариства Канади.
Міжнародне визнання творчості Бле почалося зі здобуття премії Французької академії у галузі французької мови (1961) та двох стипендій Гуггенхайма (у 1963 та 1965 роках). 1966 року за «Один сезон з життя Емманюеля» стала лавреаткою премії Медічі (Франція). 1983 року премією імені Анаїс Сегала від Французької академії відзначений роман «Ввидіння Анни». Бле ставала лавреаткою премій Бельгії (1976, 1990) та Монако (2002, за роман «У відблиску блискавки та на світлі», фр. Dans la foudre et la lumière). 1992 році стала першою північноамериканською письменницею у складі бельгійської Королівської академії французької мови та літератури. Була кандидатом на Нобелівську премію.
Відзначена найвищою державною нагородою Канади — з 1972 року компаньйоном ордена Канади. Серед інших її державних нагород, отриманих від Канади та Співдружності націй:
- Медаль «На згадку про 125-річчя Канадської конфедерації» (1992)
- Медаль Золотого ювілею королеви Єлизавети II (2002)
- Медаль Діамантового ювілею королеви Єлизавети II (2012).

1995 року письменниця стала офіцером Національного ордену Квебеку, а 2016 року — компаньйоном ордену Мистецтв і літератури Квебеку. Також вшановувалася і закордонними державними нагородами:
- Лицар ордена Мистецтв та літератури (Франція, 1999)[12]
- Лицар Національного ордену «За заслуги» (Франція, 2008)[12]
- Офіцер ордена Культурних заслуг (Монако, 2014)[17].

Була почесним доктором низки університетів Канади — Йоркського (1975), Вікторіанського (1990), Оттавського (2004), Лавальського (2010) та Монреальського (2012). 2003 року вшанована званням почесного доктора Ліонського університету (Франція).